# Raszczyce
Raszczyce – (niem. Raschütz, daw. Rassisitzo) wieś w Polsce położona w województwie śląskim, w powiecie rybnickim, w gminie Lyski, 8 km na zachód od Lysek, przy drodze do Raciborza przez Markowice. Jedna z najstarszych miejscowości śląskich, założona przed 1274. 
Nazwa wsi może pochodzić od "raszka" (walka, potyczka) albo od "raki", prawdopodobnie jednak pochodzi od nazwy osobowej "Raszko", później "Raszczyc". Znane wersje nazwy to Raschiz (1274), Razicic (1307), Raschütz (1939). W miejscowości znajduje się kościół świętych Apostołów Szymona i Judy Tadeusza.

## Historia wsi
Pierwszym właścicielem miał być Stefan Raszczyc. W rękach Raszczyckich wieś pozostawała do połowy XVII wieku. Do nich należał zamek, po którym zostały nikłe ślady fundamentów na "Bednarkowcu". Po Raszczyckich właścicielami byli Oppersdorfowie (Jerzy i Franciszek). W 1712 wieś kupił baron Sobek z Koszęcina, w 1783 właścicielem został baron Welczek. W 1834 książę Hohenlohe nabył cały klucz koszęciński. W 1861 Wiktor Hohenlohe otrzymał tytuł księcia raciborskiego z siedzibą w Rudach. W 1922 Raszczyce stały się polską wsią graniczną. 
W okresie międzywojennym w miejscowości stacjonowała placówka Straży Granicznej I linii „Raszczyce”.
W latach 1954-1972 wieś była siedzibą gromady Raszczyce. W latach 1975–1998 miejscowość administracyjnie należała do województwa katowickiego.